# باغلیجا (امیرداغ)
باغلیجا (به ترکی استانبولی: Bağlıca) یک منطقهٔ مسکونی در ترکیه است که در امیرداغ واقع شده‌است.